# Droit de résistance des Palestiniens
Le droit de résistance des Palestiniens est une question importante, profondément ancrée dans le conflit en cours entre Israël et la Palestine, en particulier en ce qui concerne l'occupation israélienne des territoires palestiniens. Ce droit de résistance à l'oppression, reconnu par le droit international, est fondé sur le principe du droit des peuples à disposer d'eux-mêmes, soumis à une domination étrangère et coloniale.
En vertu du droit international, le droit de résister exclut le recours à la violence contre les civils.

## Base juridique du droit de résistance
Le droit international reconnaît aux Palestiniens le droit de résister à l'occupation israélienne en application du protocole I des conventions de Genève,,. Ce droit est affirmé dans le contexte du droit à l'autodétermination de tous les peuples soumis à une domination étrangère et coloniale,. L'Assemblée générale des Nations unies (AGNU) a expressément affirmé le droit des Palestiniens à résister à l'occupation militaire israélienne, y compris par la lutte armée : la résolution 3314 de 1974 définit la notion de crime d'agression quand la résolution 37/43 de 1982  réaffirme la légitimité de la lutte des peuples pour leur indépendance
,,. La résolution 38/17 de l'Assemblée générale stipule qu'elle « réaffirme la légitimité de la lutte des peuples pour leur indépendance, leur intégrité territoriale, leur unité nationale et leur libération de la domination coloniale, de l'apartheid et de l'occupation étrangère par tous les moyens disponibles, y compris la lutte armée ».

## Légitime défense
La question de l'autodéfense dans le conflit israélo-palestinien est complexe. Les partisans de la légitime défense soutiennent que si Israël a le droit de se défendre en lançant des frappes aériennes qui détruisent des maisons, des établissements d'enseignement, des installations médicales et des sites religieux palestiniens, les Palestiniens ont certainement le droit de se défendre contre la violence des Israéliens et celle des colons,
,.